# Famille de Rarogne
La famille de Rarogne est une ancienne famille noble valaisanne éteinte.

## Histoire
Le premier membre cité de la famille est Henri, seigneur de Mannenberg. La famille perd peu à peu son influence d'abord avec l'affaire de Rarogne entre 1415 et 1420 puis avec l'affaire Asperlin, qui porte sur la succession des Rarogne dans la Val d'Anniviers dans un conflit avec Walter Supersaxo, le prince évêque de la principauté épiscopale de Sion. La famille est condamnée en 1482 et quitte le Valais, Cette affaire, reliée aux procès de sorcellerie du Valais se solde également par la condamnation de Pierre de Torrenté et son fils Nycollin, condamnés pour sorcellerie alors qu'ils étaient partie prenante du conflit pour la succession.

### Au service de l'Église
Henri de Rarogne est chanoine de Sion en 1221, chantre et chancelier du chapitre cathédral de 1233 à 1237 et doyen de Valère de 1238 à 1243. Il est ensuite évêque de Sion de 1243 à 1271.
Guillaume Ier de Rarogne est chanoine de Sion en 1367 et évêque de Sion de 1391 à 1402.

## Possessions

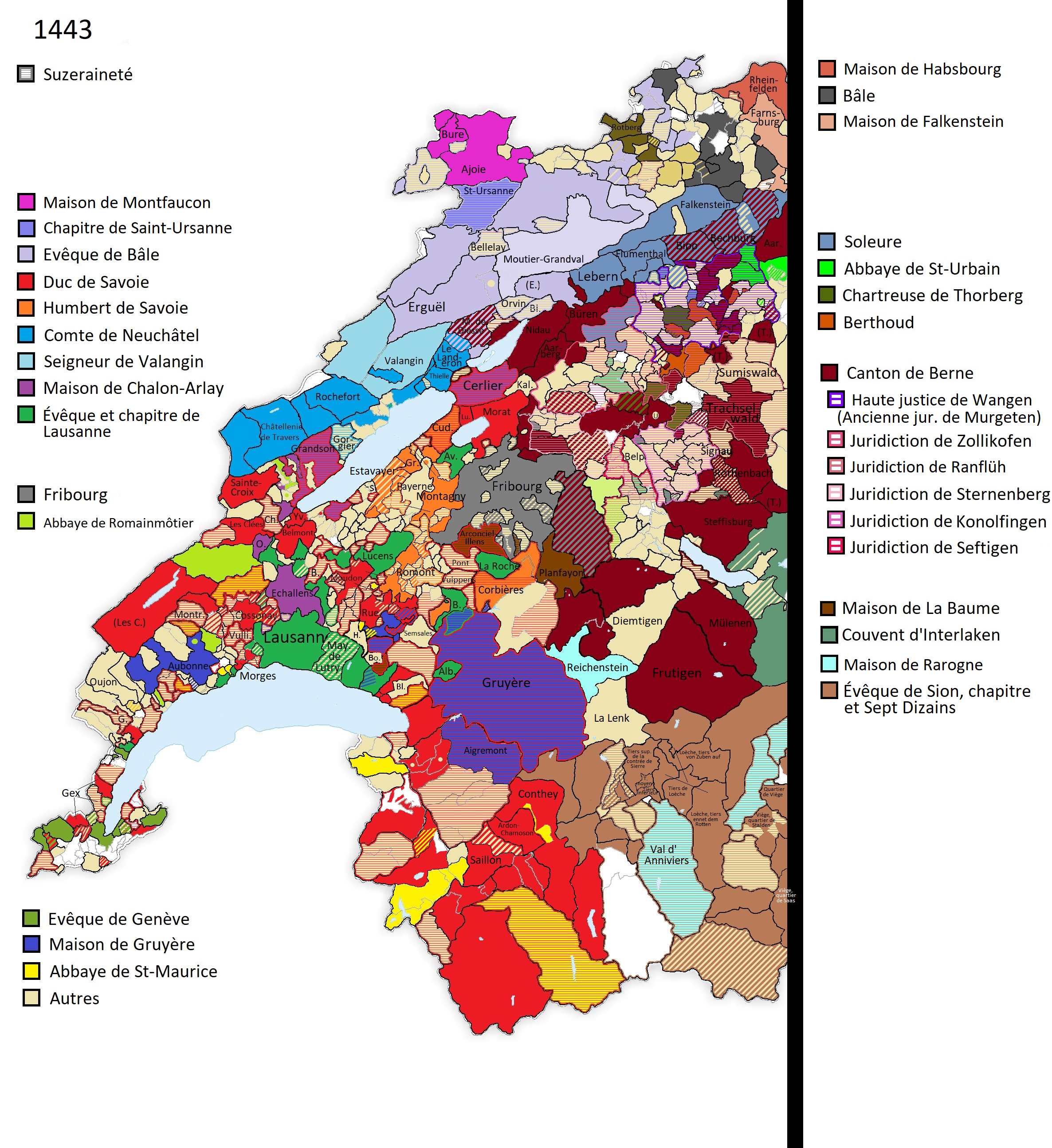
Carte de la Suisse occidentale en 1443 montrant les possessions de la famille de Rarogne.

Au XIIe siècle, la famille possède déjà des alleux à Rarogne.
Une branche de la famille a possédé le château de Beauregard.
Petermann de Rarogne possède le comté de Toggenbourg, qu'il vend à l'abbé de Saint-Gall.

## Généalogie
- Henri
  - Amédée
    - Hugo

  - Jean
    - Henri
    - Rodolphe

  - Urlich
  - Henri[1]

## Personnalités
- Henri de Rarogne, évêque de Sion (1243-1271)[4].
- Guillaume Ier de Rarogne, évêque de Sion (1394-1402)[5].
- Guillaume II de Rarogne, évêque de Sion (1402-1418)[7].
- Guillaume III de Rarogne, évêque de Sion (1437-1451)[8].